# The 69 Eyes
The 69 Eyes é uma banda finlandesa de rock, formada em 1989 em Helsinque. O grupo é composto por Jyrki 69 (vocais), Jussi 69 (bateria), Archzie (baixo), Timo-Timo (guitarra rítmica) e Bazie (guitarra solo).
A banda é considerada uma das pioneiras na fusão de estilos como glam metal, hard rock e rock and roll com as atmosferas sombrias do rock gótico, um estilo que foi nomeado como goth 'n roll.

## História

### Formação eBump 'N' Grind(1989-1992)
A banda foi formada nos bares da capital finlandesa de Helsinque no verão de 1989, com Jyrki e Bazie. Jyrki escrevendo as letras e Bazie compondo as músicas. Logo se juntou Timo-Timo como guitarrista base e na seqüência Archzie no baixo. A princípio contavam com um baterista chamado Lotto, mas este abandonou a banda antes mesmo de começarem a gravar o primeiro disco, dando lugar a Jussi. Essa formação permanece inalterada até hoje.
Nos primeiros anos a sonoridade era glam metal, sleaze e rock and roll, remetendo a década de 1970 e 1980, lembrando Iggy & The Stooges, Hanoi Rocks, New York Dolls, Kiss, Ratt, Motorhead e etc. Assinaram com a companhia independente Gaga Goodies Records. Lançaram seu primeiro single "Sugarman" em 1990. Depois o primeiro disco Bump´n´Grind em 1992.

### Savage Garden,Wrap Your Troubles in DreamseWasting the Dawn(1995-1999)
Seu segundo álbum de estúdio, Savage Garden, foi lançado em 1995. A banda também gravou um álbum de compilação para os fãs japoneses, Motorcity Resurrection, com covers de Kiss, Iggy & The Stooges, Alice Cooper entre outros, também em 1995.
Levaram dois anos até lançar o próximo disco, Wrap Your Troubles in Dreams, em 1997. Neste meio tempo, a banda vai se sobressaindo como autênticos ícones do glam metal finlandês, fazendo muitos shows inclusive fora da Finlândia. Aos poucos vão se convertendo em uma banda mais obscura, adentrando em um estilo mais relacionado ao rock gótico. Nota-se uma mudança já no seu segundo álbum de estúdio, Savage Garden, com a faixa "Velvet Touch" e a faixa título, e no seu terceiro álbum de estúdio, Wrap Your Troubles in Dreams, onde músicas como "Too Much to Lose", "Skanky Man" e a faixa título já não soam tão felizes e possuem uma certa atmosfera sombria. Além disso, o vocalista Jyrki 69 começa a desenvolver um tom vocal profundo e grave de baixo-barítono, semelhante a vocalistas como Peter Steele e Andrew Eldritch. Ainda no ano de 1997, a banda grava um cover da canção "Call Me", da banda americana Blondie.
Em 1998 já promoviam uma nova demo, “Wasting the Dawn”, em Helsinque, e num show em um dos bares da capital finlandesa, o Rock Córner Bar, conheceram Ville Valo, vocalista da banda HIM, que por sua vez, passou a fazer parte da história da banda.
Em 1999 lançaram seu primeiro disco internacionalmente, Wasting the Dawn, pela Roadrunner Records. A canção título “Wasting the Dawn” entrou no TOP 10 de singles na Finlândia e o vídeo musical ofereceu um tributo ao vocalista do The Doors, Jim Morrison, e contou com Ville Valo nos backing vocals posando em um cemitério nevado como o fantasma de Jim Morrison.

### Blessed BeeParis Kills(2000-2003)
A banda se consolida de vez na cena musical gótica com o single "Gothic Girl" lançado em 2000, o single faz parte do seguinte trabalho da banda, Blessed Be. Este foi responsável pelo primeiro disco de ouro do grupo e foi produzido por Johnny Lee Michaels. Michaels, além da produção, se encarregou dos arranjos de todas as músicas, dos teclados e das programações do novo álbum.
No final de 2000 lançaram o single "Brandon Lee", que permaneceu 14 semanas no TOP 20 e o vídeo foi um dos mais solicitados durante meses no canal alemão, VIVA 2. Em fevereiro de 2001 lançaram o single "The Chair", o terceiro do disco Blessed Be, e na metade do ano o quarto, o single "Stolen Season".
Em outubro começaram a gravação do novo disco Paris Kills e o primeiro single deste disco, "Dance D'Amour", saiu em dezembro e permaneceu 5 semanas sendo o nº. 1 na lista de singles na Finlândia dando o segundo disco de ouro a banda. Paris Kills foi lançado em maio de 2002 consagrando a banda como uma das mais importantes e relevantes da Finlândia e da cena gótica europeia em geral. Paris Kills permaneceu semanas como nº. 1 nas rádios finlandesas e chegou ao disco de ouro em apenas um mês, junho de 2002, e de platina em poucos dias depois.
O segundo single do disco foi "Betty Blue". Neste mesmo ano, no dia 23 de novembro, em mais um show na Finlândia com entradas esgotadas, na casa de shows Tavastia em Helsinki, foi gravado o DVD Helsinki Vampires, que foi lançado em setembro de 2003, um trabalho em conjunto da Gaga Goodies/Poko Records/EMI.
Em janeiro de 2003 foi lançado o terceiro single do disco, "Crashing High", e no final de 2003 foi lançado o disco Framed In Blood: The Very Blessed of The 69 Eyes, um recompilatório de músicas de maior sucesso dos discos anteriores.

### DevilseAngels(2004-2007)
Em maio de 2004, enquanto a banda seguia fazendo vários shows na Finlândia, é lançado o single "Lost Boys", uma homenagem ao filme de vampiros de mesmo nome de 1987. A canção faz parte do próximo álbum de estúdio da banda intitulado Devils. Em setembro foi lançado o segundo single que dá título ao álbum, "Devils", pouco antes do lançamento do álbum em 22 de outubro.
Em 2005, a banda relançou o álbum Motorcity Resurrection em uma versão expandida com 22 músicas na Finlândia, e no embalo, o terceiro single "Feel Berlin". Em janeiro de 2005, a banda recebe disco de ouro pelas vendagens de Devils, e para promover ainda mais o novo álbum, a banda grava dois clipes para as faixas "Devils" e "Lost Boys". A banda filmou o vídeo de "Lost Boys" em Hollywood e na região da Filadélfia, dirigido pelo astro da MTV Bam Margera. Em março de 2006, The 69 Eyes percorreu brevemente os Estados Unidos pela primeira vez com o programa The Dead & Damone, apresentando-se ao vivo em Last Call com Carson Daly, isso marcou a primeira aparição televisiva da banda nos Estados Unidos. Angels, a sequência do álbum Devils de 2004, foi lançado na Europa em março de 2007. O álbum entrou direto nas primeiras posições musicais da Finlandia e ganhou disco de ouro. Foram extraídos quatro singles de Angels: "Perfect Skin", "Never Say Die", "Rocker" e "Ghost". A banda fez uma turnê nos Estados Unidos no verão de 2007 com o Wednesday 13, Night Kills The Day e Fair to Midland, e abriu a turnê do Within Temptation no Reino Unido em novembro. Eles fizeram 125 shows em todo o mundo em 2007.

### Hollywood KillseBack in Blood(2008-2009)
Em 2008, a banda lançou seu primeiro álbum ao vivo, intitulado The 69 Eyes: Hollywood Kills. O álbum ao vivo apresentou um show completo gravado no Whisky a Go Go em West Hollywood em março de 2006. A performance contou com sucessos dos seis últimos álbuns, uma introdução de Bam Margera e um cover ao vivo de "I Just Want to Have Something to Do" dos Ramones. O show também foi filmado na íntegra. Cinco faixas da performance foram lançadas em DVD como conteúdo bônus no box set de Angels/Devils e todo o show foi lançado no DVD bônus do próximo álbum de estúdio da banda, Back in Blood.

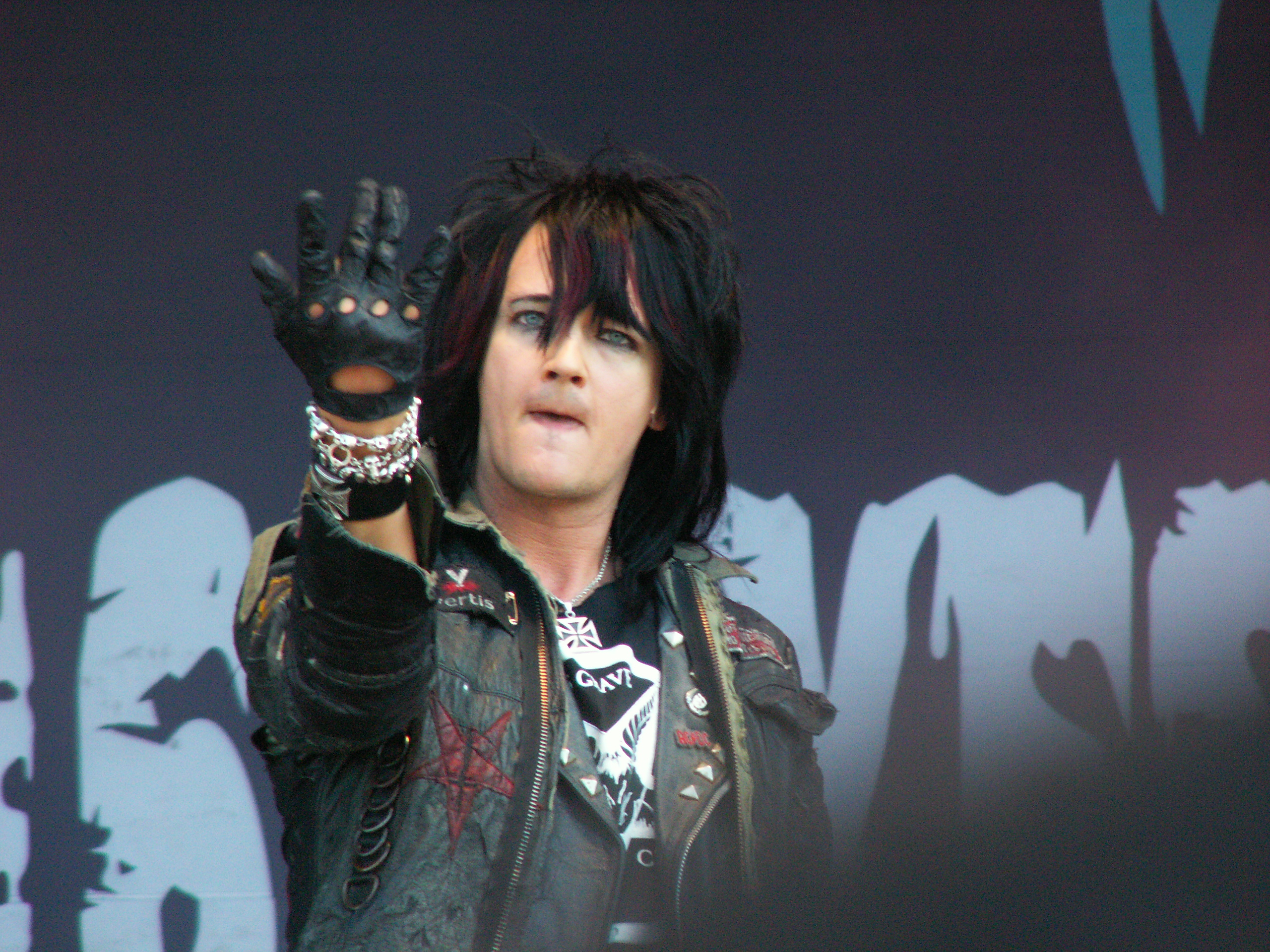
O vocalista Jyrki 69

A banda começou 2009 fazendo uma turnê pela Europa como parte do Hellhounds Festival com Tiamat e Ava Inferi. No início de 2009, a banda começou a gravar seu nono álbum de estúdio com o produtor vencedor do Grammy Matt Hyde. O processo de gravação ocorreu em Los Angeles. Também foi revelado que Johnny Lee Michaels forneceu trabalho de pós-produção em Helsinque. O novo álbum Back in Blood foi lançado em 28 de agosto na Europa e 15 de setembro no Estados Unidos. No início de junho de 2009, Bam Margera dirigiu o videoclipe do primeiro single do álbum, "Dead Girls Are Easy". O vídeo estreou na playboy.com em 17 de julho de 2009. The 69 Eyes também fez uma turnê pela Austrália pela primeira vez em meados de junho, tocando em Brisbane em Melbourne e Sydney. Uma turnê pelos Estados Unidos seguiu em outubro de 2009, e Jyrki 69 foi apresentado no programa "Red Eye" da FOX News e também na CNN International. Em dezembro de 2009, a banda estreou seu mais novo vídeo para a música "Dead & Gone", via MySpace. Este novo vídeo marcou a terceira colaboração da banda com Bam Margera. Em 10 de agosto, a banda revelou um concurso para os fãs criarem um vídeo para o próximo single "Kiss Me Undead". A resposta foi impressionante e, em 30 de setembro, a banda postou seus 14 vídeos favoritos em sua página do YouTube.

### X(2012-2013)

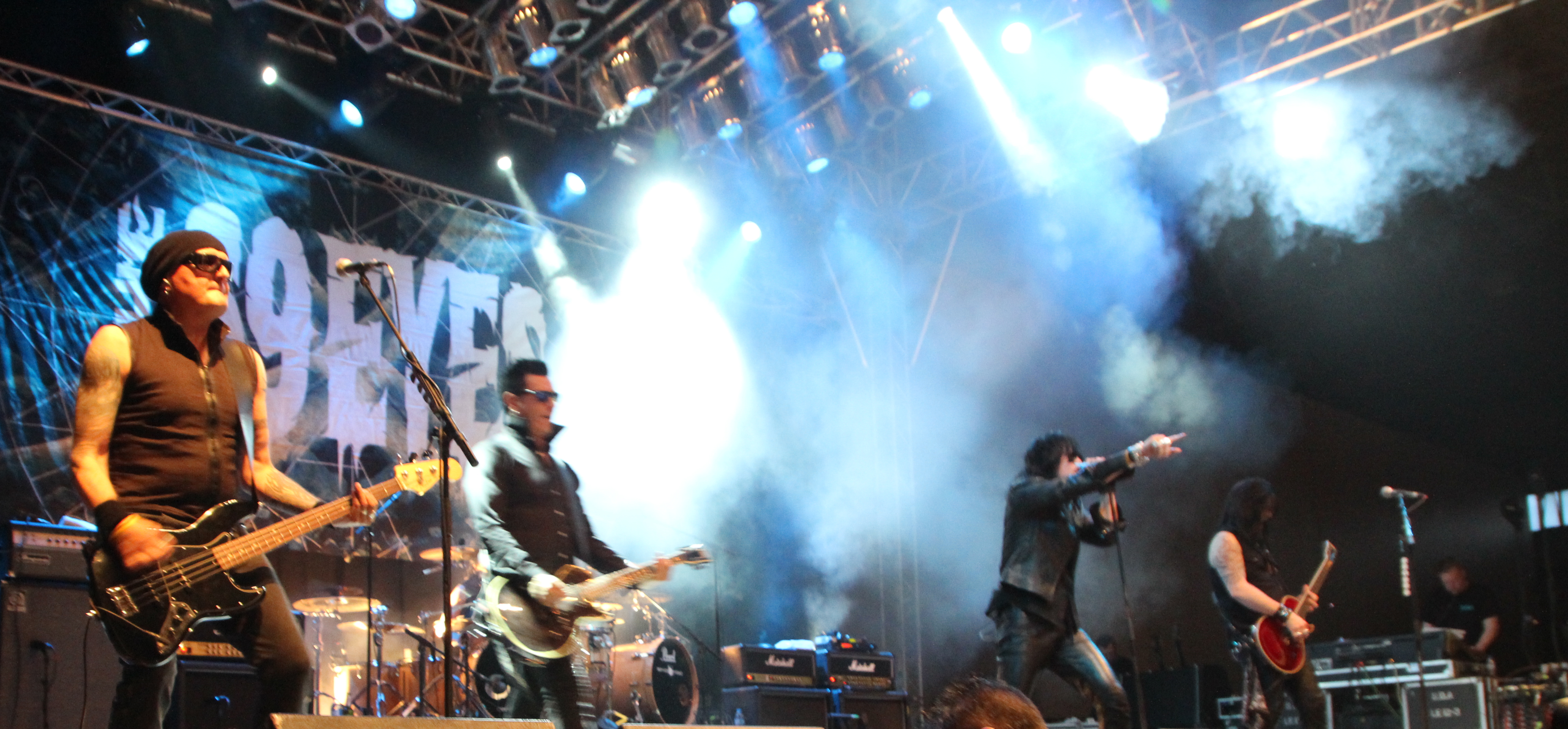
Concerto da banda no festival Wave-Gotik-Treffen em 2013

Em abril de 2010, durante uma entrevista com Sean Twisted do Renegaderadio.net, Rudi Protrudi, vocalista e fundador do The Fuzztones, relatou que havia concluído o trabalho em uma nova música com o The 69 Eyes, embora mais detalhes não estivessem disponíveis naquela época.
Na página oficial do The 69 Eyes, eles relataram uma turnê europeia com Hardcore Superstar e Crashdïet em março e abril de 2011.
No início de 2012, The 69 Eyes começou a gravar seu próximo álbum de estúdio, X. X foi lançado em 28 de setembro de 2012, em toda a Europa e em 9 de outubro de 2012 nos Estados Unidos. O primeiro single do álbum foi "Red", e incluiu um videoclipe apresentado por Elvira, famosa personagem gótica de Cassandra Peterson. O segundo single foi "Borderline". Ambos os singles estavam disponíveis antes do álbum ser lançado na Europa. Em fevereiro de 2013, a banda lançou os singles "Love Runs Away" e "Tonight" simultaneamente via iTunes. "Tonight" foi lançado exclusivamente na Finlândia, enquanto "Love Runs Away" foi lançado em todos os outros lugares. Ambos os singles incluíram duas faixas inéditas, "Rosary Blue" (com a participação de Kat Von D) e "Dracula's Castle".
O The 69 Eyes lançou uma compilação em CD duplo de seus singles de rádio, chamada The Best of Helsinki Vampires, em 1 de novembro de 2013. A compilação também incluiu um novo single, "Lost Without Love".

### Universal Monsters(2015-2019)
Em 29 de julho de 2015, a banda anunciou que estava trabalhando em um novo álbum com o produtor Johnny Lee Michaels em Helsinque. Johnny Lee Michaels trabalhou anteriormente com a banda em quatro álbuns consecutivos (Blessed Be, Paris Kills, Devils e Angels). O novo álbum foi definido para ser lançado no início de 2016. Eles também anunciaram o primeiro single "Jet Fighter Plane" para ser lançado em 15 de janeiro de 2016. O segundo single "Dolce Vita" foi lançado em 8 de abril de 2016. Ambos os singles tinham videoclipes dirigidos por Ville Juurikkala. O álbum intitulado Universal Monsters foi lançado em 22 de abril de 2016. O terceiro single foi anunciado como "Jerusalém" e foi lançado com um videoclipe em 13 de maio de 2016.

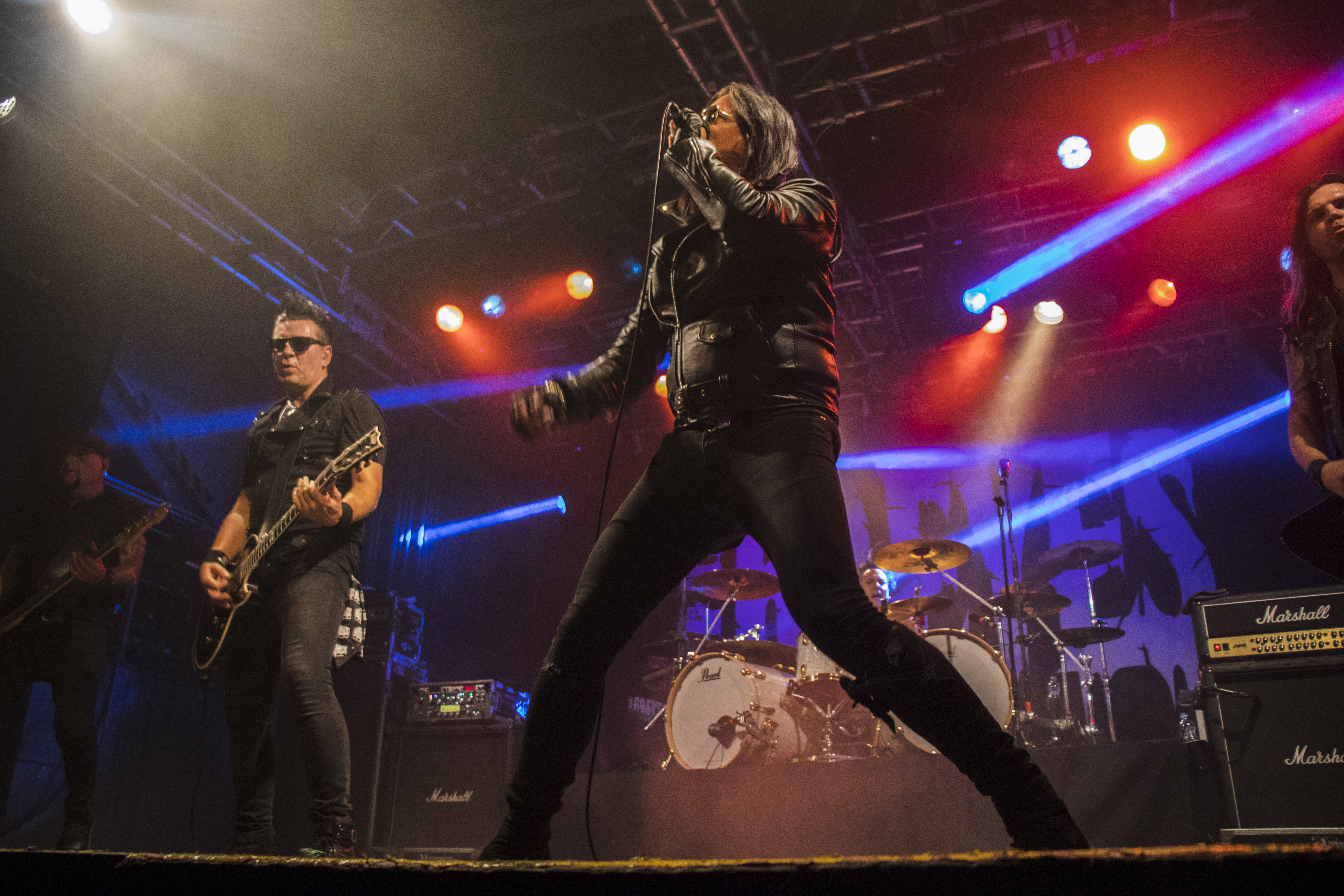
The 69 Eyes se apresentando em Helsinque, 2019

Em 17 de abril de 2019, a banda iniciou sua primeira turnê nos Estados Unidos desde 2009, antes do lançamento de seu próximo álbum. A turnê terminou em 18 de maio na Filadélfia, tornando-se o último ato nacional programado para tocar no Trocadero antes de seu encerramento.

### West End(2019)
Em 25 de maio de 2019, os 69 Eyes anunciaram que lançariam seu décimo segundo álbum de estúdio na sexta-feira 13 de setembro de 2019, via Nuclear Blast Records. O vocalista Jyrki 69 deu alguns detalhes sobre o novo registro, dizendo 
Eu sinto que este planeta está em um ponto de viragem. O fim do mundo ocidental está próximo e a pergunta é: O que acontecerá quando o oeste acabar...? O título mudou. Tem vários significados para nós... mas tenha certeza de que definitivamente não tem nada a ver com Pet Shop Boys ou Londres.
A faixa trata da ideia de Hollywood e de todos que vêm para realizar seus sonhos, mas raramente conseguem e isso é algo que se vê por aí em todos os lugares.
 Contempla Jyrki 69. 
É um lugar que te deixa desesperado e eu queria colocar essas vibrações sombrias na música. Mas, por outro lado, a faixa também é uma celebração da vida - devemos estar animados por estar aqui e todos são uma lenda e eles deveriam perceber isso. Devemos gostar do que fazemos, em vez de nos preocupar com o que as outras pessoas pensam.
The 69 Eyes também lançou um vídeo dos bastidores mostrando a gravação do novo álbum, bem como a arte da capa, que mostra cinco balões negros. West End foi lançado mundialmente em 13 de setembro de 2019.

## Estilo musical e influências
Inicialmente, The 69 Eyes começou tocando glam metal no início da década de 1990, com influências do glam punk (também conhecido como sleaze rock). Eles foram influeciados por bandas como Smack, The Stooges, The Dogs D'Amour, Hanoi Rocks e Mötley Crüe. No entanto, posteriormente, eles começaram a adentrar em um estilo mais gótico, misterioso e sombrio de bandas britânicas como The Mission, Lords of the New Church, The Cult, Fields of the Nephilim e The Sisters of Mercy. A banda se tornou conhecida por misturar um estilo glam rocker, guitarras pesadas e potentes de hard rock e rock and roll com a sonoridade sombria e melancólica do rock gótico. A banda frequentemente usa o termo goth 'n roll para descrever sua sonoridade. Nos últimos anos, com o lançamento do álbum Back in Blood em 2009, o som da banda voltou um pouco as origens de seus primeiros discos, com um som mais pesado, também observado em seus álbuns mais recentes.
Seu estilo mostra influências de bandas e artistas como Hanoi Rocks, The Rolling Stones, Billy Idol, The Sisters of Mercy, The Cult, Misfits, Danzig, Ramones, Elvis Presley, Johnny Cash e Type O Negative, bem como filmes de vampiro e inspirações no terror gótico. A banda também é conhecida como "Helsinki Vampires".

## Integrantes
- Jyrki 69 (Vocal) (nascido Jyrki Pekka Emil Linnankivi em 15 de outubro de 1968)
- Bazie (Guitarra)
- Timo-Timo (Guitarra)
- Archzie (Baixo)
- Jussi 69 (Bateria)

## Discografia

### Álbuns de estúdio
- Bump 'n' Grind (1992)
- Savage Garden (1995)
- Wrap Your Troubles In Dreams (1997)
- Wasting The Dawn (1999)
- Blessed Be (2000)
- Paris Kills (2002)
- Devils (2004)
- Angels (2007)
- Back In Blood (2009)
- X (2012)
- Universal Monsters (2016)
- West End (2019)
- Death of Darkness (2023)

## Videografia
- Motor City Resurrection VHS '92-'93
- Savage Tales VHS '95-'96
- Helsinki Vampires DVD 2003